# 16 augustus
16 augustus is de 228ste dag van het jaar (229ste dag in een schrikkeljaar) in de gregoriaanse kalender. Hierna volgen nog 137 dagen tot het einde van het jaar.

## Gebeurtenissen
- Algemeen
  - 1812 - Voor het eerst wordt de berg Finsteraarhorn in Zwitserland beklommen.
  - 1896 - Skookum Jim Mason vindt een rijke goudader in Klondike (Noordwest Canada). Binnen een jaar komen minstens 50.000 mensen hun geluk beproeven.
  - 1954 - In een kloof bij Farahzad, Iran komen minstens 2000 islamitische pelgrims om na heftige regenval en de vloedgolf die daardoor ontstaat.
  - 1962 - De Britse popgroep The Beatles vervangt drummer Pete Best door Ringo Starr.
  - 2015 - In Indonesië wordt een passagiersvliegtuig vermist. Het is verdwenen in provincie Papoea. Het toestel, type ATR 42 Turboprop, heeft 54 personen aan boord.
- Oorlog
  - 1870 - De veldslag bij Mars-la-Tour vormde een onderdeel van de Frans-Duitse Oorlog (1870-1871). Twee Pruisische korpsen drongen het volledige Franse Rijnleger terug naar de forten van Metz.
- Politiek
  - 1950 - Jean Duvieusart treedt terug als premier van België ten gunste van Joseph Pholien.
  - 1960 - Cyprus wordt onafhankelijk van Groot-Brittannië.
  - 1982 - De katholieke kerk in Argentinië doet een beroep op de militaire junta om opheldering te verschaffen over de verdwijning van duizenden mensen in de "oorlog tegen het terrorisme", die van 1975 tot 1978 heeft geduurd.
  - 1982 - Autonomieverklaring van Navarra in Spanje.
  - 1990 - De Oost-Duitse sociaaldemocratische partij SDP stapt uit de regeringscoalitie met christendemocraten die onder leiding staat van Lothar de Maizière.
  - 2012 - Bij een hardhandige confrontatie tussen de Zuid-Afrikaanse politie en naar schatting drieduizend stakende mijnwerkers worden 44 stakende mijnwerkers doodgeschoten en raken er vele tientallen gewond. Het bloedbad vindt plaats bij de platinamijn Marikana.
- Religie
  - 1964 - Bisschopswijding van de Nederlander Paul Verschuren, bisschop-coadjutor van Helsinki (Finland).
  - 2005 - Frère Roger, theoloog en oprichter van de Taizégemeenschap wordt neergestoken.
- Sport
  - 1936 - Sluitingsceremonie van de Olympische Spelen in Berlijn.
  - 1970 - Jean-Pierre Monseré wordt wereldkampioen wielrennen in Leicester.
  - 1982 - In Utrecht wordt het nieuwe Stadion Galgenwaard geopend met een wedstrijd tegen Southampton. Leo van Veen neemt in dit duel afscheid en maakt transfervrij de overstap naar AFC Ajax.
  - 1987 - In Keulen verbetert atleet Achmed de Kom zijn eigen drie dagen oude Nederlands record op de 100 meter (10,35 seconden) met een tijd van 10,33 seconden.
  - 1992 - Bij atletiekwedstrijden in Keulen verbetert Moses Kiptanui het wereldrecord op de 3.000 meter van de Marokkaan Saïd Aouita (7.29,45) tot 7.28,96.
  - 1998 - PSV wint ook de derde editie van de strijd om de Johan Cruijff Schaal; Ajax wordt in Amsterdam met 2-0 verslagen.
  - 2006 - Het Servisch voetbalelftal speelt de eerste officiële interland als zelfstandige natie. In een vriendschappelijke interland in Praag wordt met 3-1 gewonnen van Tsjechië.
  - 2006 - Leo Beenhakker debuteert als bondscoach van het Pools voetbalelftal met een 2-0 nederlaag in de vriendschappelijke interland tegen Denemarken in Odense.
  - 2008 - De Jamaicaanse atleet Usain Bolt verbetert het wereldrecord 100 meter sprint voor mannen tot 9.69 seconden op de Olympische Spelen van Beijing.
  - 2009 - De Jamaicaanse atleet Usain Bolt verbetert het wereldrecord 100 meter sprint voor mannen tot 9.58 seconden op het WK atletiek in Berlijn.
  - 2010 - Merab Zjordania wordt de nieuwe eigenaar van SBV Vitesse uit Arnhem.
  - 2016 - Bij de Olympische Spelen 2016 van Rio de Janeiro, pakken zowel zeilster Marit Bouwmeester als zwemmer Ferry Weertman een gouden medaille op hun onderdeel. Hiermee komt Nederland op een, voorlopig, 7e plek in de Medaillespiegel.
  - 2023 - De Britse voetbalclub Manchester City FC wint voor het eerst in de geschiedenis van de club de Europese Supercup door het Spaanse Sevilla FC in de strafschoppenserie met 5-4 te verslaan nadat na de reguliere speeltijd beide teams elkaar met 1-1 in evenwicht hadden gehouden.[1]
  - 2023 - De Nederlandse zeilers Bart Lambriex en Floris van de Werken prolongeren bij het WK Zeilen in Scheveningen (Nederland) de wereldtitel in de 49er FX-klasse. Het duo heeft al een zodanig grote voorsprong dat de medalrace die over twee dagen nog moet worden gevaren daaraan niets meer zal veranderen.[2]
- Wetenschap en technologie
  - 1809 – Op initiatief van Wilhelm von Humboldt wordt in Berlijn een nieuwe universiteit opgericht, de huidige Humboldt-Universität.
  - 1858 - De eerste trans-Atlantische telegraafkabel wordt in gebruik genomen, waarbij koningin Victoria een felicitatietelegram verstuurt aan president James Buchanan.
  - 1963 - Een M2-F1 prototype vliegtuig met piloot Milt Thompson maakt zijn eerste glijvlucht. Het vleugelloze toestel is een zogeheten lifting body.[3]
  - 1977 - Tijdens het scannen van het sterrenbeeld Boogschutter (Sagittarius) met de Big Ear radiotelescoop van Ohio State University, om 4:16 in onze tijdzone, detecteert astronoom Jerry Ehman een 72 seconden durend signaal dat het Wow!-signaal wordt genoemd. Er kan geen aardse oorsprong worden vastgesteld dus wordt aangenomen dat het van buitenaardse oorsprong moet zijn.[4]
  - 1978 - Drie Amerikanen bereiken met hun ballon 'Double Eagle II' het Ierse luchtruim, waarmee de eerste trans-Atlantische ballonvlucht is geslaagd; de drie besluiten door te gaan naar Frankrijk, waar ze een dag later landen.
  - 2020 - Een kleine planetoïde (3–6 m) met de naam 2020 QG passeert de Aarde op een afstand van zo'n 2950 km. Dit is de meest nabije passage van een aardscheerder tot nu toe.[5]
  - 2022 - De Amerikaanse softwareontwikkelaar Raymond Chen deelt op zijn weblog dat de muziekvideo van Rhythm Nation van Janet Jackson (oude) laptops kan doen vastlopen doordat de clip een toon bevat die bepaalde 5400 rpm harde schijven kan laten crashen.[6] Het probleem heeft de code CVE-2022-38392 gekregen.[7]
  - 2023 - Het Luna-25 ruimtevaartuig van de Russische ruimtevaartorganisatie Roskosmos dat werd gelanceerd op 11 augustus 2023 bereikt een omloopbaan rond de Maan.[8]

## Geboren

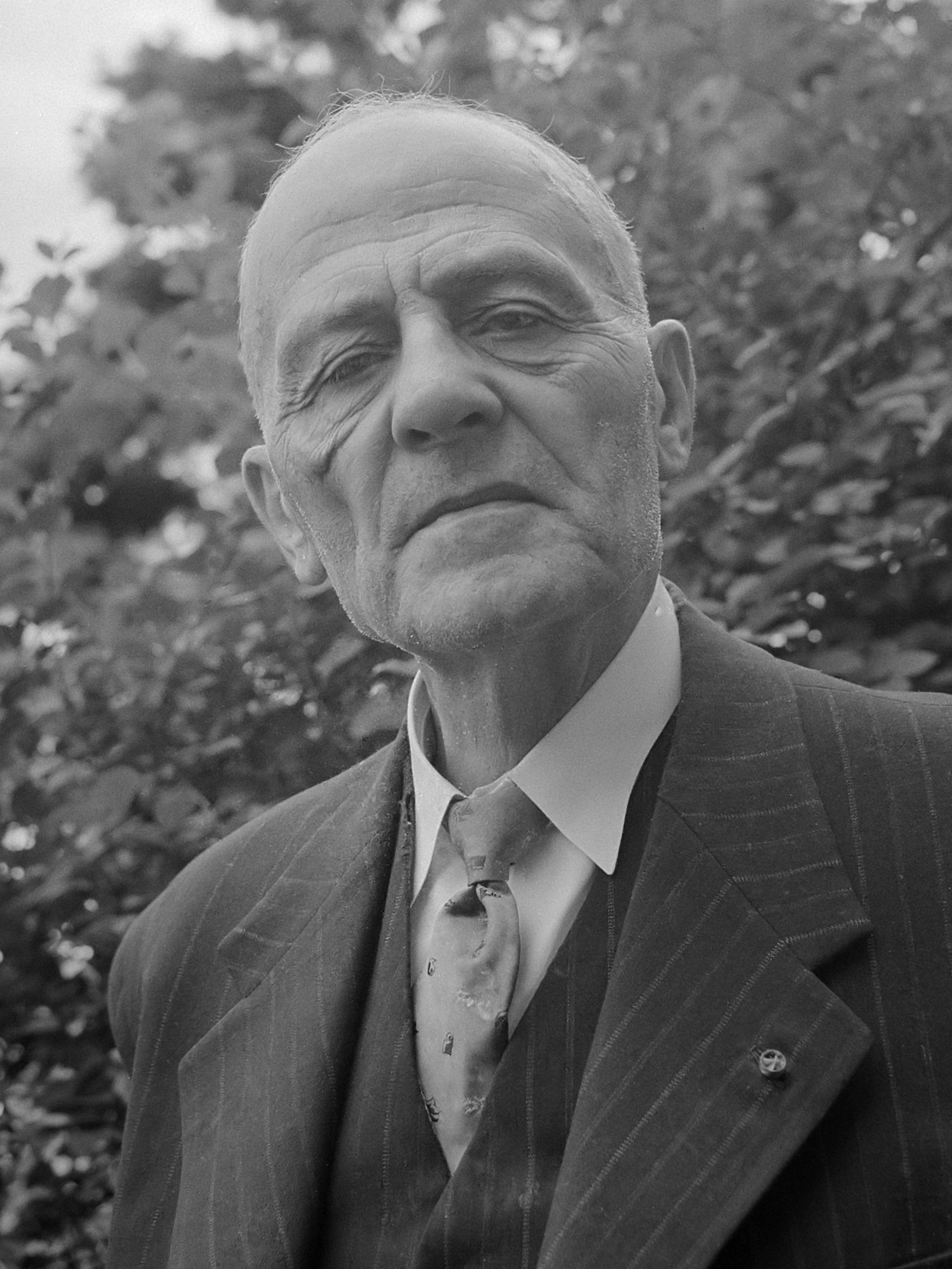
P.H. Ritter jr.
geboren in 1882

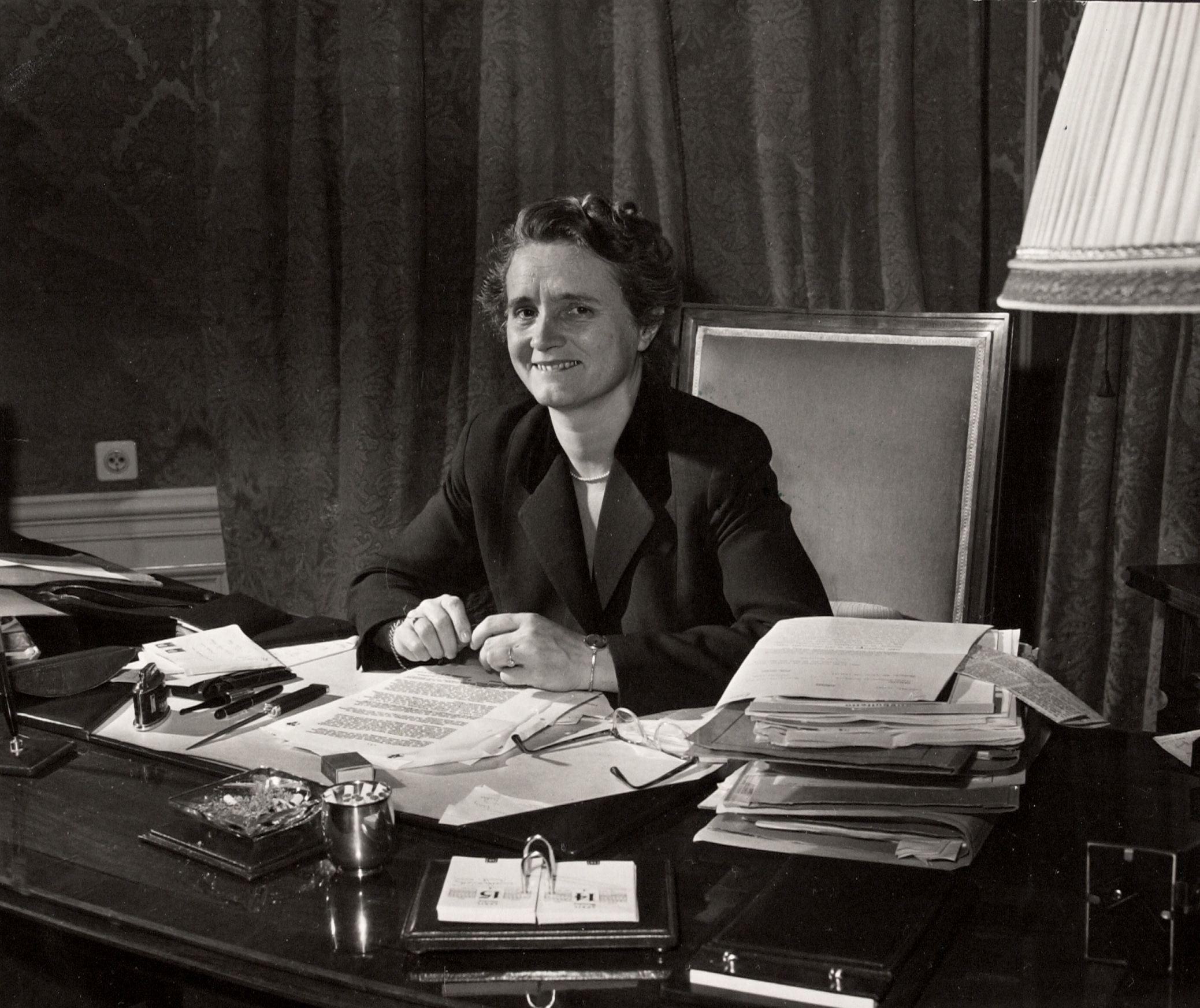
Marga Klompé
geboren in 1912

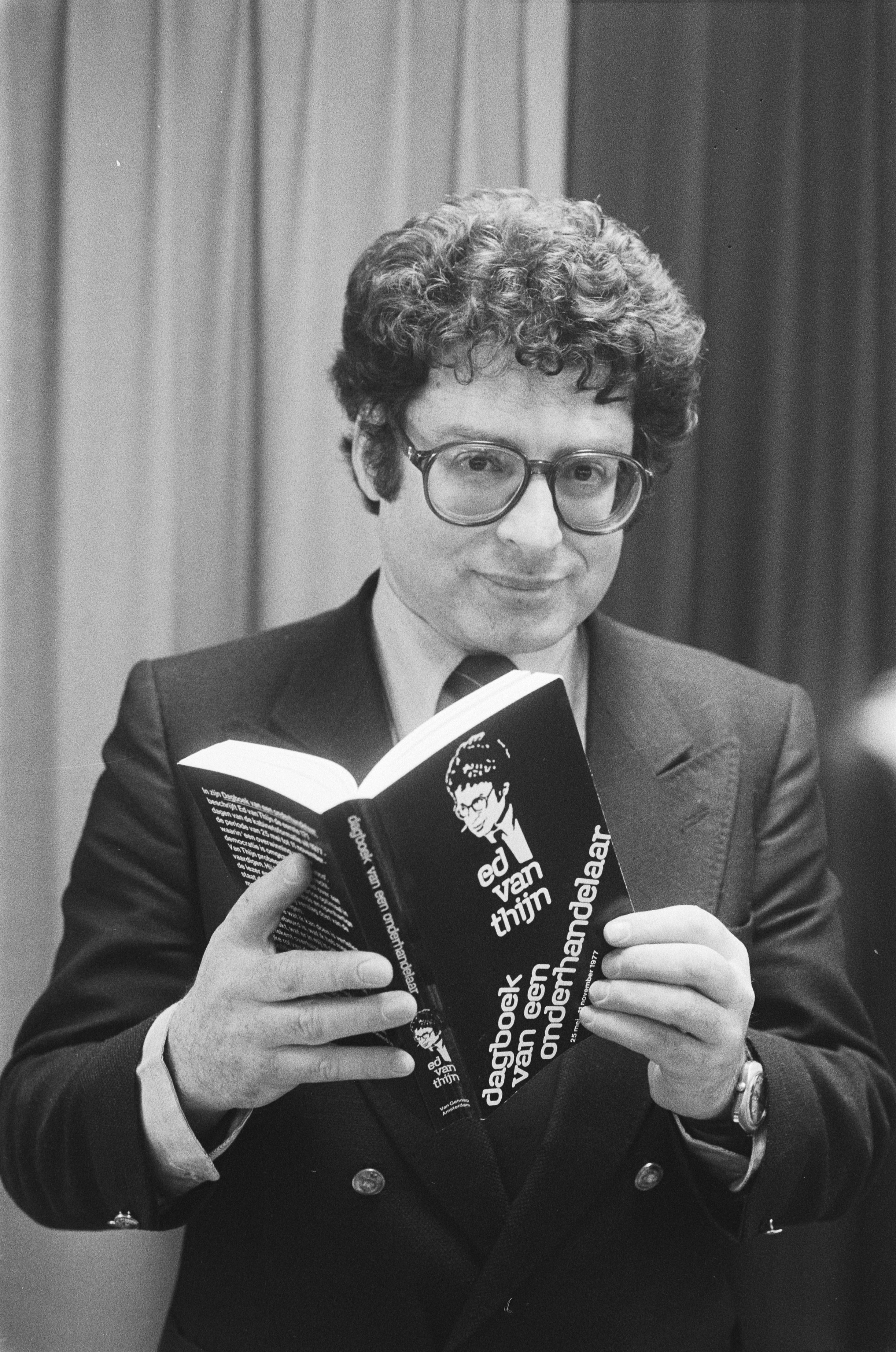
Ed van Thijn
geboren in 1934

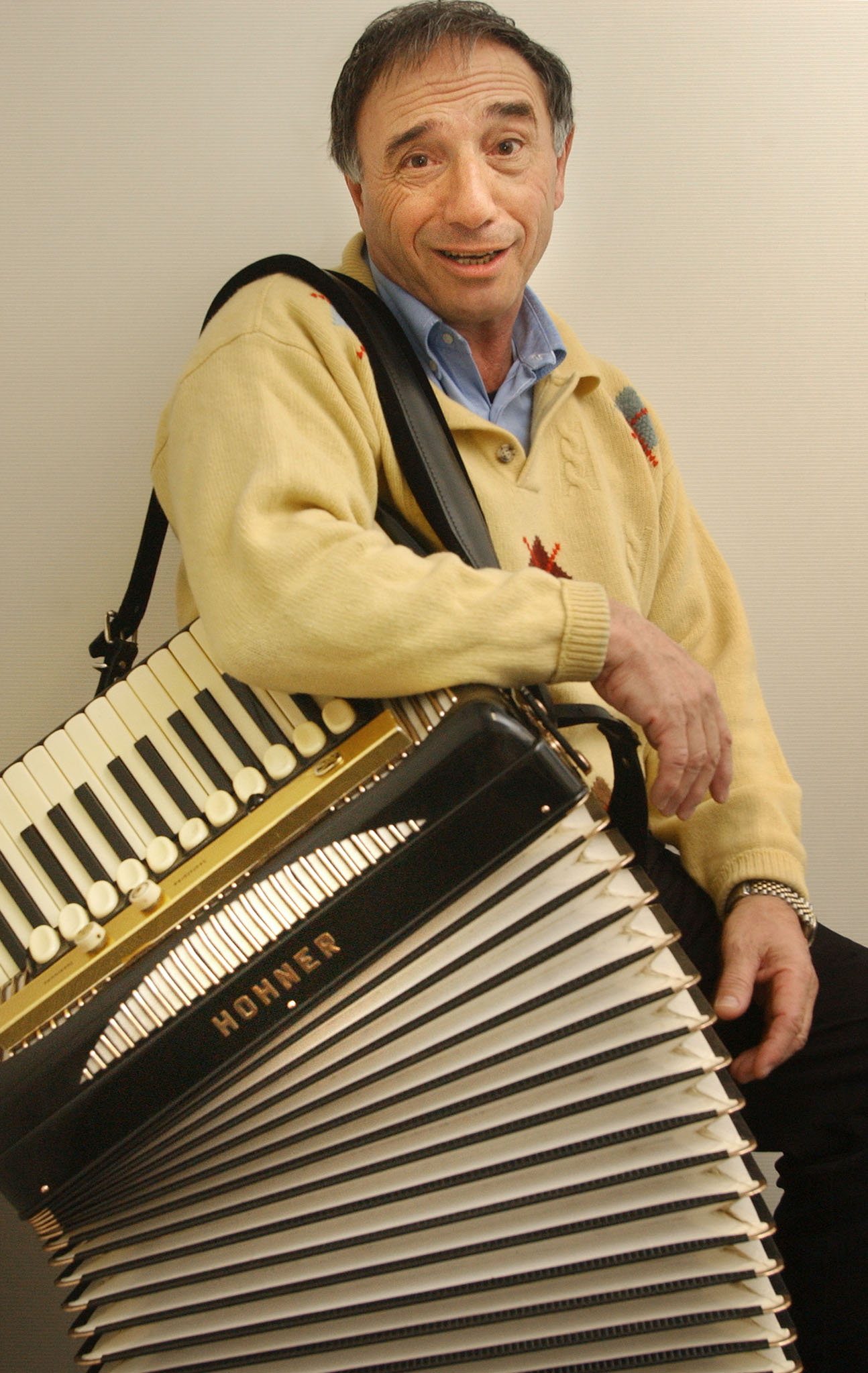
Rocco Granata
geboren in 1938

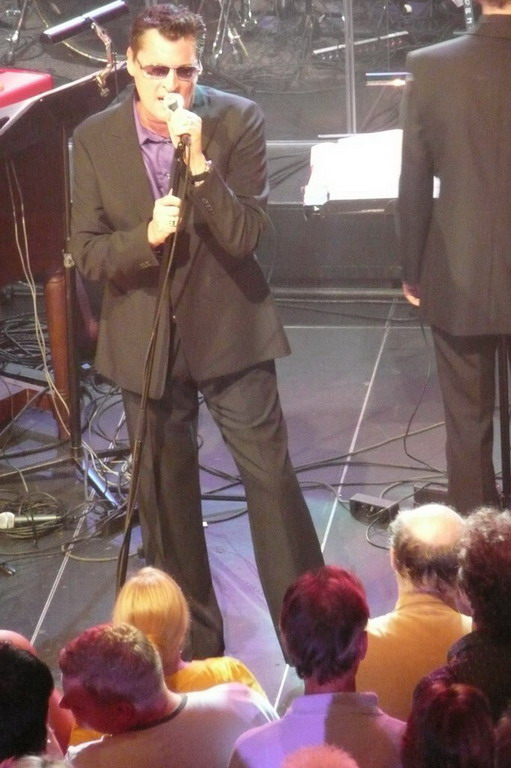
Barry Hay
geboren in 1948

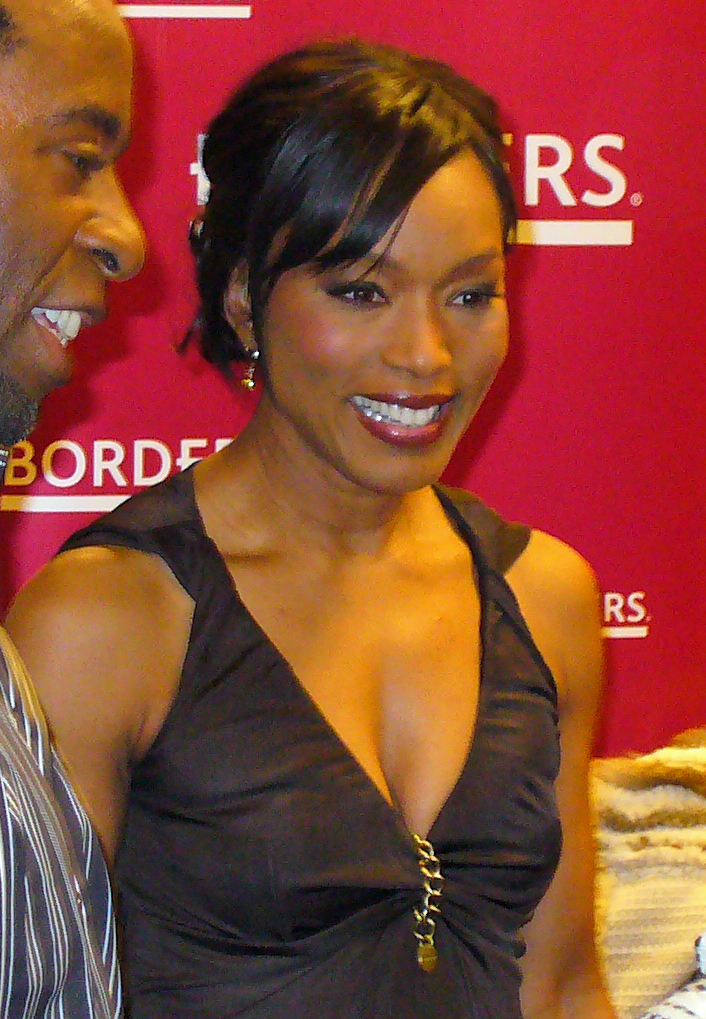
Angela Bassett
geboren in 1958

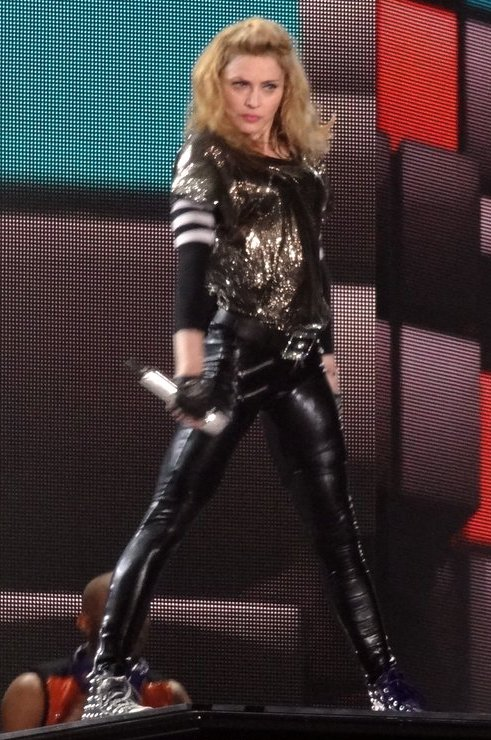
Madonna
geboren in 1958

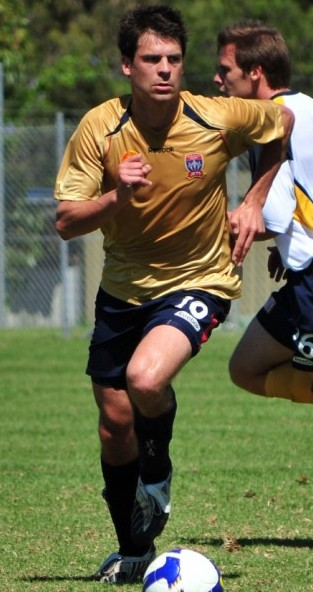
Donny de Groot
geboren in 1979

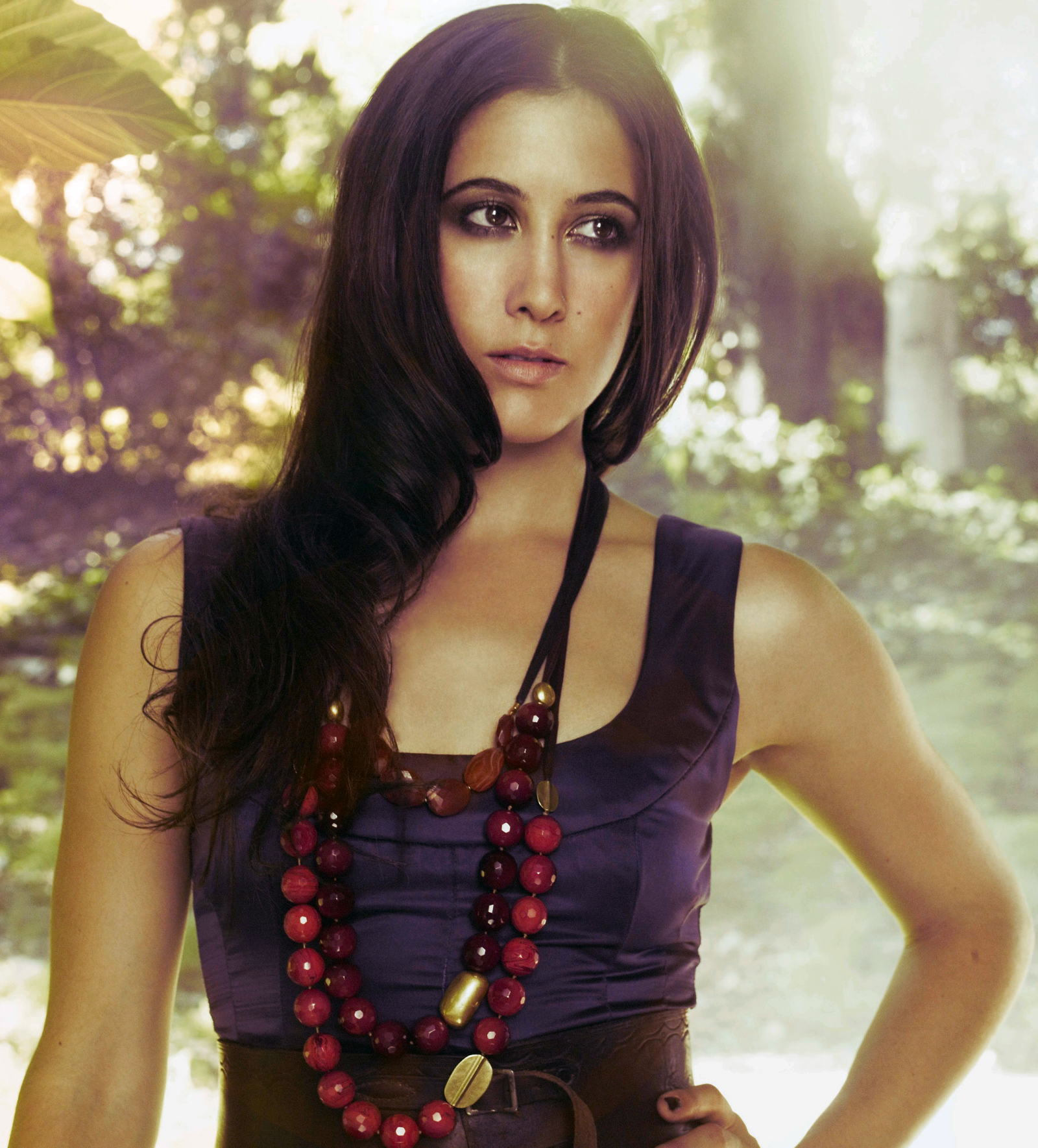
Vanessa Carlton
geboren in 1980

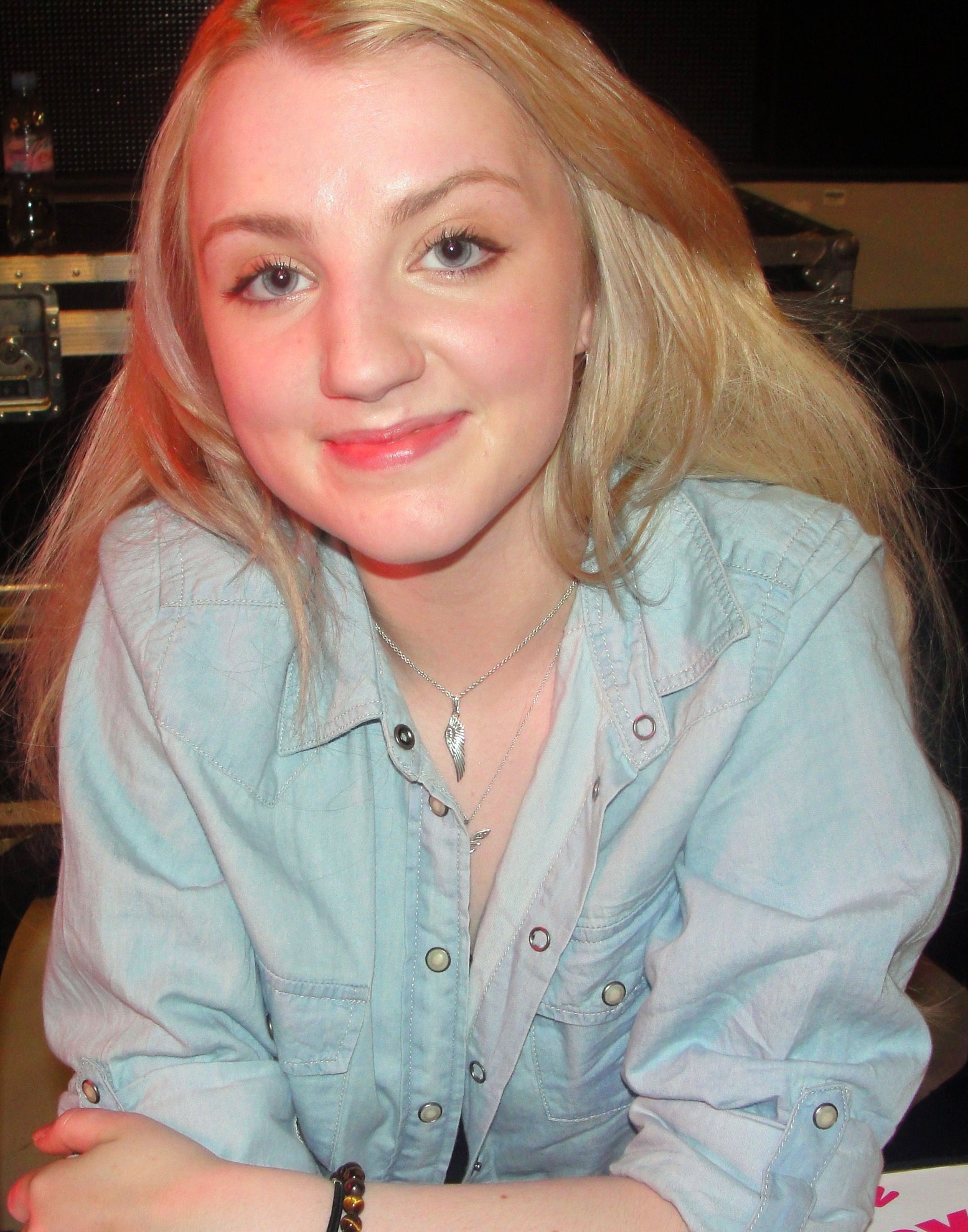
Evanna Lynch
geboren in 1991

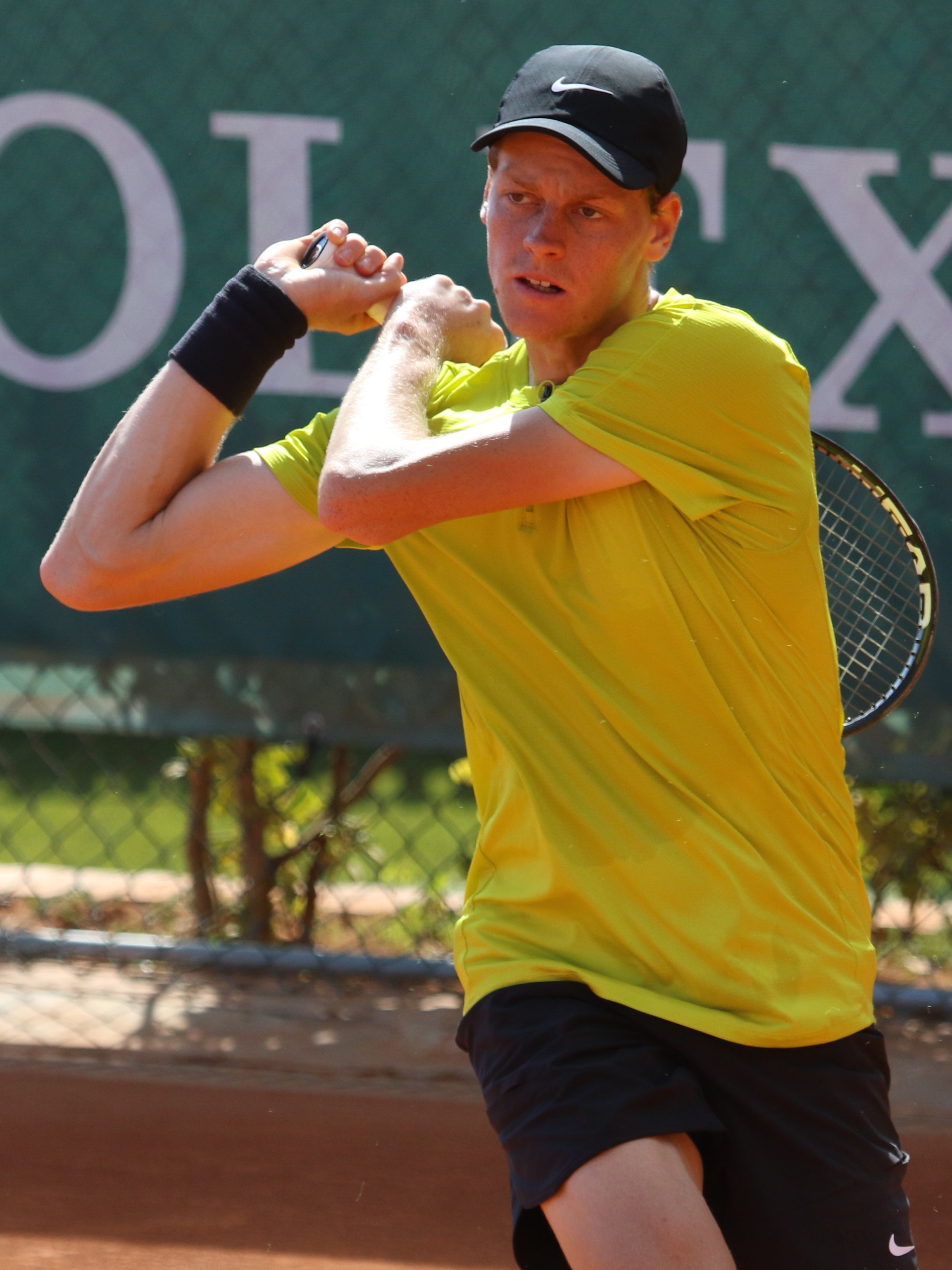
Jannik Sinner
geboren in 2001

- 1759 - Carl Frederic von Breda, Zweeds kunstschilder (overleden 1818)
- 1763 - Frederik Augustus, hertog van York, prins van het Verenigd Koninkrijk, tweede zoon van koning George III (overleden 1827)
- 1803 - John Bussell, Brits pionier in West-Australië (overleden 1875)
- 1815 - Giovanni Bosco, Italiaans priester en heilige, stichter van de Salesianen van Don Bosco (overleden 1888)
- 1832 - Wilhelm Wundt, Duits psycholoog, psychiater, fysioloog en filosoof (overleden 1920)
- 1837 - Emile Seipgens, Nederlands schrijver van korte verhalen en toneelwerk (overleden 1896)
- 1842 - Hugo von Richthofen, Duits jurist en staatsman (overleden 1903)
- 1845 - Gabriel Jonas Lippmann, Frans natuurkundige (overleden 1921)
- 1849 - Johan Kjeldahl, Deens scheikundige (overleden 1900)
- 1861 - Diana Coomans, Belgisch kunstschilder (overleden 1952)
- 1872 - Roberta Jull, West-Australische arts (overleden 1961)
- 1874 - Georges Holvoet, Belgisch advocaat (overleden 1967)
- 1878 - Herbert Willing, Nederlands voetbalscheidsrechter (overleden 1943)
- 1882 - P.H. Ritter jr., Nederlands letterkundige (overleden 1962)
- 1888 - Thomas Edward Lawrence, Engels prozaschrijver, archeoloog en militair (overleden 1935)
- 1896 - Alice Nahon, Belgisch dichteres (overleden 1933)
- 1903 - August Lass, Estisch voetballer (overleden 1962)
- 1905 - Marian Rejewski, Pools cryptoloog (overleden 1980)
- 1906 - George Connor, Amerikaans autocoureur (overleden 2001)
- 1906 - Frans Jozef II, vorst van Liechtenstein (overleden 1989)
- 1910 - Mae Clarke, Amerikaans actrice (overleden 1992)
- 1910 - Jaap Valkhoff, Nederlands musicus, componist en tekstschrijver (overleden 1992)
- 1911 - Hal Robson, Canadees autocoureur (overleden 1996)
- 1911 - Ernst Friedrich Schumacher, Duits economisch denker (overleden 1977)
- 1912 - Ted Drake, Engels voetballer en voetbaltrainer (overleden 1995)
- 1912 - Marga Klompé, Nederlands politica (overleden 1986)
- 1913 - Menachem Begin, Israëlisch premier (overleden 1992)
- 1915 - Al Hibbler, Amerikaans zanger (overleden 2001)
- 1915 - Ferenc Sas, Hongaars voetballer (overleden 1988)
- 1916 - Kenny Eaton, Amerikaans autocoureur (overleden 1980)
- 1916 - Albert Roosens, Belgisch voetballer en voetbalvoorzitter (overleden 1993)
- 1920 - Charles Bukowski, Amerikaans dichter en schrijver (overleden 1994)
- 1920 - Max Schuchart, Nederlands dichter, journalist en vertaler (overleden 2005)
- 1921 - Valentin Nikolajev, Sovjet-voetballer en trainer (overleden 2009)
- 1922 - Janny Adema, Nederlands atlete (overleden 1981)
- 1922 - Martha Adema, Nederlands atlete (overleden 2007)
- 1922 - Thubten Jigme Norbu, Tibetaans geestelijke (overleden 2008)
- 1924 - Ralf Bendix, Duits zanger (overleden 2014)
- 1925 - Mal Waldron, Amerikaans jazz- en wereldmuziekpianist en jazzcomponist (overleden 2002)
- 1926 - Billy Brooks, Amerikaans jazztrompettist en -componist (overleden 2002)
- 1927 - Lei Molin, Nederlands kunstschilder (overleden 1990)
- 1928 - Ann Blyth, Amerikaans actrice
- 1928 - Eydie Gormé, Amerikaans zangeres (overleden 2013)
- 1929 - Bill Evans, Amerikaans jazzpianist (overleden 1980)
- 1929 - Helmut Rahn, Duits voetballer (overleden 2003)
- 1929 - Fritz Von Erich, Amerikaans professioneel worstelaar (overleden 1997)
- 1930 - Tony Trabert, Amerikaans tennisser (overleden 2021)
- 1930 - Wolfgang Völz, Duits acteur (overleden 2018)
- 1931 - Kakuichi Mimura, Japans voetballer (overleden 2022)
- 1932 - Fons Panis, Nederlands burgemeester (overleden 2023)
- 1933 - Judith Love Cohen, Amerikaanse ingenieur en moeder van Jack Black (overleden 2016)
- 1933 - Reiner Kunze, Duits schrijver
- 1933 - Henri Mouton, Belgisch politicus (overleden 2021)
- 1934 - Angela Buxton, Brits tennisster (overleden 2020)
- 1934 - Andrew J. Offutt, Amerikaans fantasy- en sciencefictionschrijver (overleden 2013)
- 1934 - Pierre Richard, Frans acteur en regisseur
- 1934 - Dave Thomas, Welsh golfer (overleden 2013)
- 1934 - Ed van Thijn, Nederlands politicus (overleden 2021)
- 1935 - Freek van Muiswinkel, Nederlands acteur (overleden 1999)
- 1935 - Arnaldo Pambianco, Italiaans wielrenner (overleden 2022)
- 1935 - Johnny Williams, Brits voetballer (overleden 2011)
- 1938 - Rocco Granata, Belgisch zanger
- 1938 - Emmanuel Rakotovahiny, Malagassisch politicus (overleden 2020)
- 1938 - Rudolf Spoor, Nederlands televisieregisseur (overleden 2024)
- 1939 - Wim Meijer, Nederlands politicus
- 1939 - Valeri Rjoemin, Russisch ruimtevaarder (overleden 2022)
- 1944 - Kevin Ayers, Brits musicus (overleden 2013)
- 1944 - Emile Fallaux, Nederlands journalist en programmamaker
- 1944 - James Michel, Seychels politicus
- 1944 - Veerle Wijffels, Belgisch actrice
- 1945 - Sheila (Annie Chancel), Frans zangeres
- 1948 - Barry Hay, Nederlands zanger
- 1948 - Annemarie Huber-Hotz, Zwitsers politicus (overleden 2019)
- 1950 - Hasely Crawford, atleet uit Trinidad en Tobago
- 1950 - Jack Unterweger, Oostenrijks seriemoordenaar (overleden 1994)
- 1950 - Hans van der Woude, Nederlands acteur
- 1950 - Neda Ukraden, Joegoslavisch zangeres
- 1953 - Stuart Baxter, Schots voetballer en voetbalcoach
- 1953 - Ruud Koole, Nederlands politicus
- 1954 - James Cameron, Canadees filmregisseur, scriptschrijver en filmproducent
- 1954 - Harry van den Ham, Nederlands voetballer en voetbaltrainer
- 1955 - Mario Beccia, Italiaans wielrenner
- 1955 - Søren Søndergaard, Deens politicus
- 1955 - Marita de Sterck, Belgisch schrijfster
- 1956 - Bert Klunder, Nederlands cabaretier, regisseur en columnist (overleden 2006)
- 1956 - Daniel Willems, Belgisch wielrenner (overleden 2016)
- 1958 - Angela Bassett, Amerikaans actrice
- 1958 - Madonna, Amerikaans popzangeres en actrice
- 1959 - Leonard Retel Helmrich, Nederlands cineast (overleden 2023)
- 1959 - Marc Sergeant, Belgisch wielrenner
- 1960 - Paul van Ass, Nederlands hockeyer en hockeycoach
- 1961 - Michaela Dornonville de la Cour, Zweeds gravin, zangeres en juwelenontwerpster
- 1960 - Timothy Hutton, Amerikaans acteur
- 1960 - Anne-Mieke Ruyten, Nederlands actrice
- 1963 - Ana Isabel Alonso, Spaans atlete
- 1963 - Kalusha Bwalya, Zambiaans voetballer
- 1962 - Steve Carell, Amerikaans acteur
- 1964 - Maria McKee, Amerikaans zangeres
- 1964 - Barry Venison, Engels voetballer
- 1965 - Eric van der Luer, Nederlands voetballer
- 1965 - Viv Van Dingenen, Belgisch actrice
- 1967 - Jason Everman, Amerikaans gitarist
- 1967 - Daniela Hooghiemstra, Nederlands journaliste en schrijfster
- 1967 - Ildar Ibragimov, Amerikaans schaakgrootmeester
- 1967 - Rick Pijpers, Nederlands acteur
- 1968 - Dmitri Charin, Russisch voetballer
- 1968 - Slaviša Jokanović, Servisch voetballer en voetbalcoach
- 1968 - Stanislav Soechina, Russisch voetbalscheidsrechter
- 1969 - Yvan Muller, Frans autocoureur
- 1969 - Allan Preston, Schots voetballer en voetbalcoach
- 1970 - Fabio Casartelli, Italiaans wielrenner (overleden 1995)
- 1970 - Art Langeler, Nederlands voetbalcoach
- 1971 - Patrick Bühlmann, Zwitsers voetballer
- 1971 - Rick Slor, Nederlands voetballer
- 1972 - Paul Sun-Hyung Lee, Canadees acteur
- 1972 - Paula List, Nederlands paralympisch sportster
- 1973 - Milan Rapaić, Kroatisch voetballer
- 1974 - Charli Baltimore, Amerikaans rapper
- 1974 - Didier Cuche, Zwitsers alpineskiër
- 1974 - Krisztina Egerszegi, Hongaars zwemster
- 1974 - Tomasz Frankowski, Pools voetballer
- 1974 - Frédéric Herpoel, Belgisch voetbaldoelman
- 1974 - Iván Hurtado, Ecuadoraans voetballer
- 1974 - Henk Rijckaert, Belgisch cabaretier
- 1975 - Vincent Gouttebarge, Frans voetballer
- 1975 - Janne Hänninen, Fins schaatser
- 1975 - Jonaton Johansson, Fins voetballer
- 1975 - Alexandre Teklak, Belgisch voetballer
- 1976 - Nuria Fernández, Spaans atlete
- 1976 - Keita Sawa, Japans autocoureur
- 1976 - Vesa Vasara, Fins voetballer
- 1977 - Pavel Královec, Tsjechisch voetbalscheidsrechter
- 1977 - Jeroen Mellemans, Belgisch voetballer
- 1978 - Fu Mingxia, Chinees schoonspringster
- 1979 - Donny de Groot, Nederlands voetballer
- 1979 - Catherine Lallemand, Belgisch atlete
- 1979 - Monder Rizki, Belgisch atleet
- 1980 - Julien Absalon, Frans mountainbiker
- 1980 - Vanessa Carlton, Amerikaans pianiste
- 1980 - Robert Hardy, Brits basgitarist
- 1980 - Denise Karbon, Italiaans alpineskiester
- 1980 - Piet Rooijakkers, Nederlands wielrenner
- 1981 - Denis Gremelmayr, Duits tennisser
- 1981 - Leevan Sands, Bahamaans atleet
- 1981 - Roque Santa Cruz, Paraguayaans voetballer
- 1982 - Cam Gigandet, Amerikaans acteur
- 1982 - Keri Herman, Amerikaans freestyleskiester
- 1982 - Joleon Lescott, Engels voetballer
- 1982 - Julia Schruff, Duits tennisster
- 1983 - Arnout Brinks, Nederlands folkzanger en gitarist
- 1983 - Sander Brinks, Nederlands folkzanger en gitarist
- 1983 - Rhian Ket, Nederlands schaatser
- 1983 - Krystyna Pałka, Pools biatlete
- 1983 - Johan Versluis, Nederlands voetballer
- 1984 - Matteo Anesi, Italiaans schaatser
- 1984 - Konstantin Vassiljev, Estisch voetballer
- 1985 - Guy Ramos, Nederlands voetballer
- 1986 - Christanne de Bruijn, Nederlands actrice en zangeres
- 1986 - Sarah Pavan, Canadees volleyballer en beachvolleyballer
- 1986 - Joren Seldeslachts, Belgisch acteur
- 1988 - Ismaïl Aissati, Nederlands voetballer
- 1988 - James Cole, Brits autocoureur
- 1989 - Katarzyna Pawłowska, Pools wielrenner
- 1989 - Riku Riski, Fins voetballer
- 1989 - Jackson Wilcox, Amerikaans zwemmer
- 1990 - Rina Sawayama, Japans-Brits singer-songwriter en model
- 1991 - José Eduardo de Araújo, Braziliaans voetballer
- 1991 - Anna Gasser, Oostenrijks snowboardster
- 1991 - Maureen Groefsema, Nederlands judoka
- 1991 - Radosław Kawęcki, Pools zwemmer
- 1991 - Evanna Lynch, Iers actrice
- 1991 - Roope Riski, Fins voetballer
- 1991 - Young Thug (Jeffery Lamar Williams), Amerikaans rapper, producer, zanger en songwriter.
- 1992 - Thomas Krol, Nederlands schaatser
- 1992 - Quentin Fillon Maillet, Frans biatleet
- 1993 - Evan Van Moerkerke, Canadees zwemmer
- 1993 - Victoria Swarovski, Oostenrijks zangeres en presentatrice, steenrijke erfgename van Swarovski
- 1994 - Thomas Jäger, Oostenrijks autocoureur
- 1994 - Leo Njengo, Belgisch voetballer
- 1995 - Carré Albers, Nederlands (stem)actrice
- 1995 - Josip Juranović, Kroatisch voetballer
- 1995 - Marco Schwarz, Oostenrijks alpineskiër
- 1996 - Caeleb Dressel, Amerikaans zwemmer
- 1996 - Denis Spitsov, Russisch langlaufer
- 1997 - Greyson Chance, Amerikaans zanger
- 1997 - Piper Curda, Amerikaans actrice
- 1997 - Tilly Keeper, Engels actrice
- 1998 - Rachel Traets, Nederlands zangeres
- 1999 - Ruslan Gaziev, Canadees zwemmer
- 2001 - Ido Cohen, Israëlisch autocoureur
- 2001 - Jannik Sinner, Italiaans tennisser
- 2002 - Sophia Cormann, Duits handbalster
- 2004 - Kai Owens, Amerikaans freestyleskiester

## Overleden

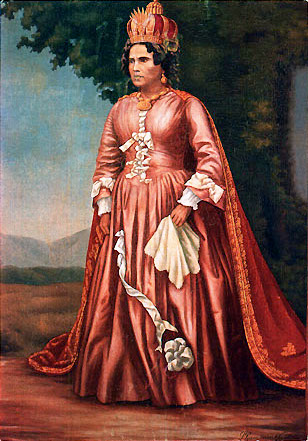
Ranavalona I van Madagaskar
overleden in 1861

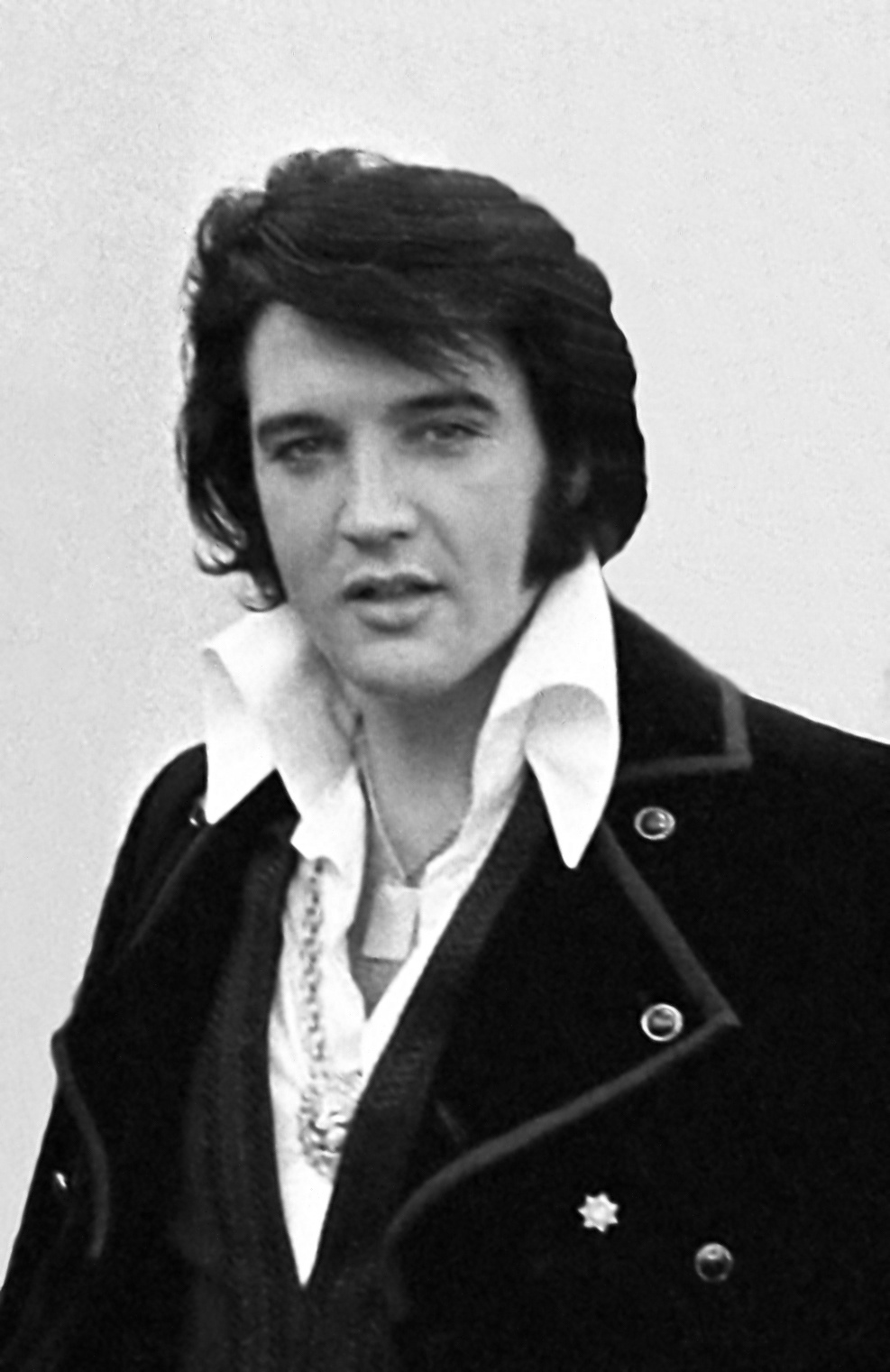
Elvis Presley
overleden in 1977

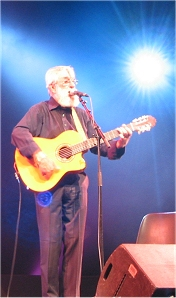
Ronnie Drew
overleden in 2008

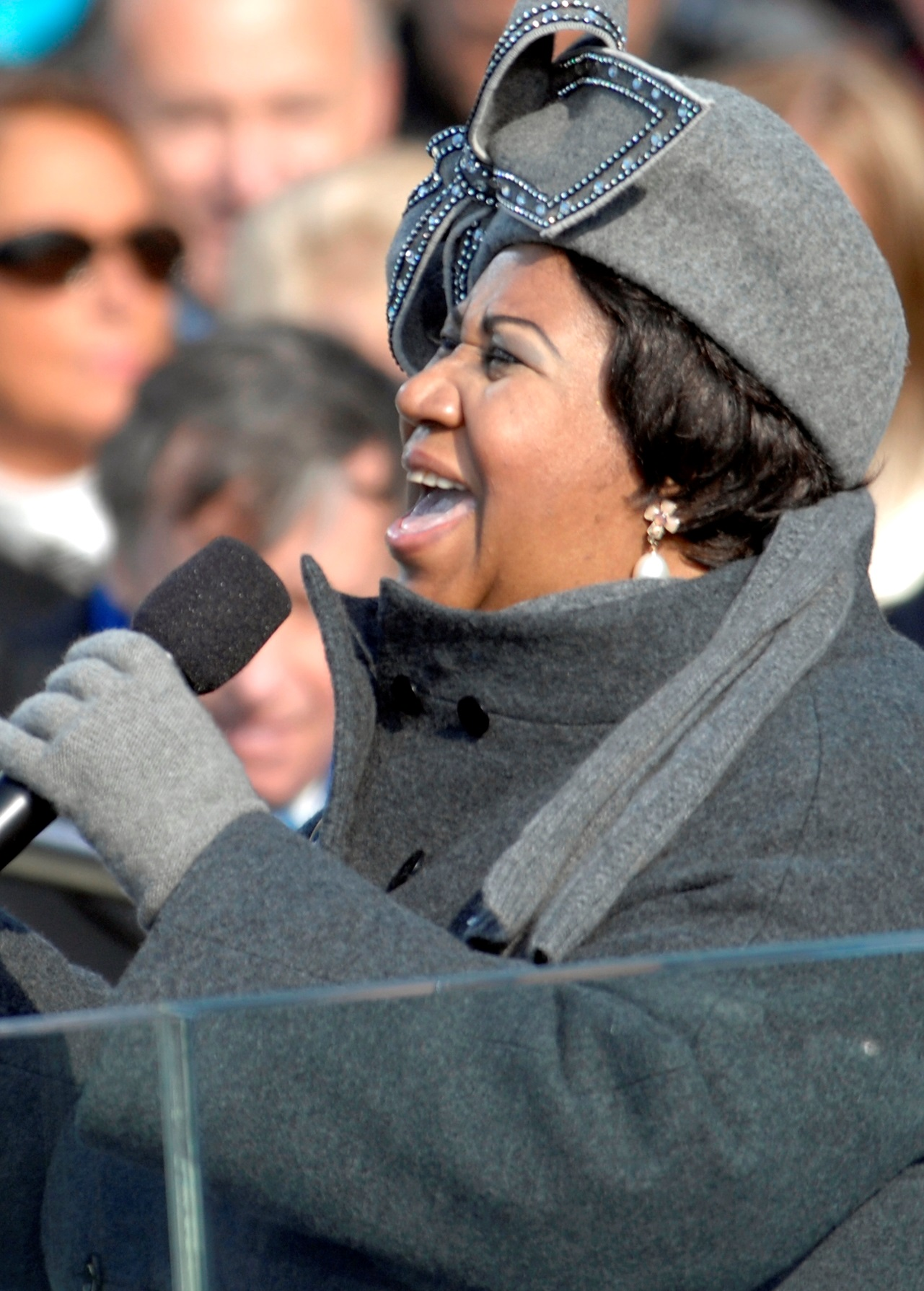
Aretha Franklin
overleden in 2018

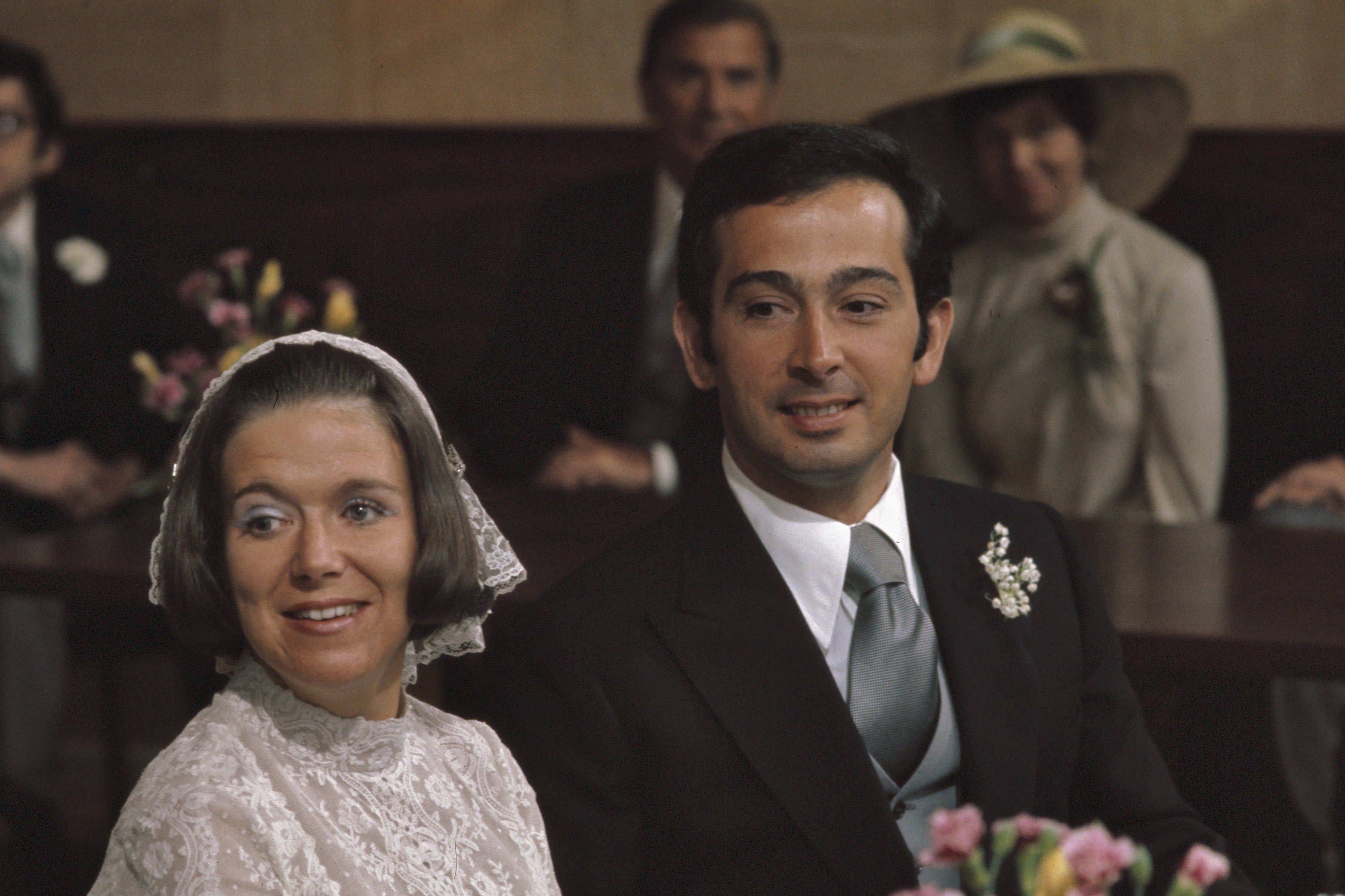
prinses Christina der Nederlanden
overleden in 2019

- 640 - Arnulf van Metz (±58), Frankisch edelman en bisschop
- 1027 - George I (25 of 29), koning van geheel Georgië
- 1258 - Theodoros II Laskaris (36), Byzantijns keizer in Nicea.
- 1263 - Gobert van Aspremont (c. 73), edelman in het hertogdom Opper-Lotharingen, kruisvaarder en nadien cisterciënzer monnik
- 1410 - Francesco di Marco Datini (±75), Italiaans koopman
- 1705 - Jakob Bernoulli (50), Zwitsers wiskundige
- 1786 - John Francis Wade (74/75), Engels katholiek hymnist en Jakobiet
- 1861 - Ranavalona I (±82), koningin van Madagaskar
- 1870 - Louis Charles Horta (49), Belgisch uitgever
- 1888 - John Pemberton (57), Amerikaans arts en apotheker; uitvinder van het recept voor Coca-Cola
- 1893 - Jean-Martin Charcot (67), Frans arts
- 1899 - Robert Bunsen (88), Duits chemicus
- 1912 - Johann Martin Schleyer (81), Duits priester, dichter en filantroop
- 1915 - Maria Gall (63), oprichtster Gall & Gall
- 1920 - Henry Daglish (53), 6e premier van West-Australië
- 1938 - Andrej Hlinka (73), Slowaaks politicus
- 1938 - Robert Johnson (27), Amerikaans bluesmuzikant
- 1940 - Henri Desgrange (75), Frans sportorganisator
- 1942 - Thorvald Otterstrom (64), Deens-Amerikaans componist
- 1948 - Babe Ruth (53), Amerikaans honkballer
- 1949 - Margaret Mitchell (48), Amerikaans schrijfster
- 1956 - Béla Lugosi (73), Amerikaans-Hongaars acteur
- 1957 - Irving Langmuir (76), Amerikaans fysicus en chemicus
- 1959 - William Halsey (76), Amerikaans militair
- 1964 - Wilhelmus Mutsaerts (75), Nederlands bisschop
- 1969 - Cor van der Lugt Melsert (87), Nederlands acteur en toneelleider
- 1972 - Martim Mércio da Silveira (61), Braziliaans voetballer
- 1972 - Jacoba Nicolina van Dantzig-Melles (85), Nederlands politica
- 1975 - Friedrich Sämisch (78), Duits schaker
- 1976 - Beppie Nooij sr. (83), Nederlands actrice
- 1977 - Pé Hawinkels (34), Nederlands letterkundige
- 1977 - Elvis Presley (42), Amerikaans zanger
- 1978 - Paul Yü Pin (77), Chinees kardinaal-aartsbisschop van Nanking
- 1978 - Alidius Tjarda van Starkenborgh Stachouwer, Nederlands Minister van Staat en Gouverneur-Generaal van Nederlands-Indië
- 1979 - John Diefenbaker (83), Canadees politicus
- 1986 - John Hurley (45), Amerikaans zanger en songwriter
- 1989 - Helga Haase (55), Oost-Duits schaatsster
- 1997 - Nusrat Fateh Ali Khan (48), Pakistaans Qawwali zanger
- 1997 - Robert Lang (80), Zwitsers wielrenner
- 1997 - Jacques Pollet (75), Frans autocoureur
- 1999 - Ton Alberts (72), Nederlands architect
- 2001 - Bib van Lanschot (87), Nederlands bankier en verzetsman
- 2003 - Idi Amin (75), president-dictator van Oeganda
- 2003 - Manuel Peçanha (Lelé) (85), Braziliaans voetballer
- 2003 - Ype Schaaf (73), Nederlands predikant en journalist
- 2005 - Frère Roger (90), Zwitsers-Frans theoloog
- 2006 - Alfredo Stroessner (93), Paraguayaans president, dictator en militair
- 2006 - Krijn Torringa (66), Nederlands presentator
- 2007 - Jeroen Boere (39), Nederlands voetballer
- 2007 - Max Roach (83), Amerikaans jazzdrummer
- 2007 - Dewey Robertson (68), Canadees professioneel worstelaar
- 2007 - Klaas van Dorsten (84), Nederlands verzetsstrijder en ondernemer
- 2008 - Oscar Abendanon (94), Surinaams jurist
- 2008 - Ronnie Drew (73), Iers zanger
- 2008 - Frits Rademacher (80), Nederlands zanger
- 2009 - Czesław Lewandowski (87), Pools bisschop
- 2009 - Jochem Slothouwer (70), Nederlands componist en operadirigent
- 2010 - Dimitrios Ioannidis (87), Grieks officier (Griekse junta)
- 2011 - Andrej Bajuk (69), Sloveens econoom, politicus en minister-president
- 2011 - Frank Munro (63), Schots voetballer
- 2012 - Leo Jansen (78), Nederlands politicus
- 2013 - Jan Pieter Glerum (70), Nederlands veilingmeester en televisiepresentator
- 2013 - Frans Moeyersoon (88), Belgisch politicus
- 2014 - Raul Goco (84), Filipijns jurist en diplomaat
- 2014 - Jean Mbuyu (78), Belgisch-Congolees voetballer
- 2015 - Anna Kashfi (80), Brits actrice
- 2015 - Peter Sigmond (83), Nederlands architect
- 2016 - Andrew Florent (45), Australisch tennisspeler
- 2016 - João Havelange (100), Braziliaans zwemmer en oud-voorzitter van de FIFA
- 2017 - Jan Leliveld (61), Nederlands zanger
- 2017 - Noni Lichtveld (88), Nederlands illustratrice en schrijfster
- 2017 - Paul Wagtmans (90), Nederlands politicus
- 2018 - Atal Bihari Vajpayee (93), Indiaas premier
- 2018 - Aretha Franklin (76), Amerikaans zangeres
- 2018 - Marc Verstraete (93), Belgisch arts en hoogleraar
- 2019 - Christina der Nederlanden (72), prinses der Nederlanden
- 2019 - Felice Gimondi (76), Italiaans wielrenner
- 2019 - Peter Fonda (79), Amerikaans acteur
- 2021 - Frans Bronzwaer (76), Nederlands zanger en gitarist
- 2021 - Volodymyr Holoebnytsjy (85), Oekraïens snelwandelaar
- 2021 - Sean Lock (58), Brits komiek
- 2021 - Rob Morren (53), Nederlands kunstschilder
- 2022 - Joseph Delaney (77), Brits sciencefiction- en fantasyschrijver
- 2022 - Cor Hildebrand (70), Nederlands voetballer
- 2023 - Howard Becker (95), Amerikaans socioloog
- 2023 - Renata Scotto (89), Italiaans operazangeres
- 2024 - Cees van Zijtveld (81), Nederlands diskjockey

## Viering/herdenking
- Rooms-Katholieke kalender:

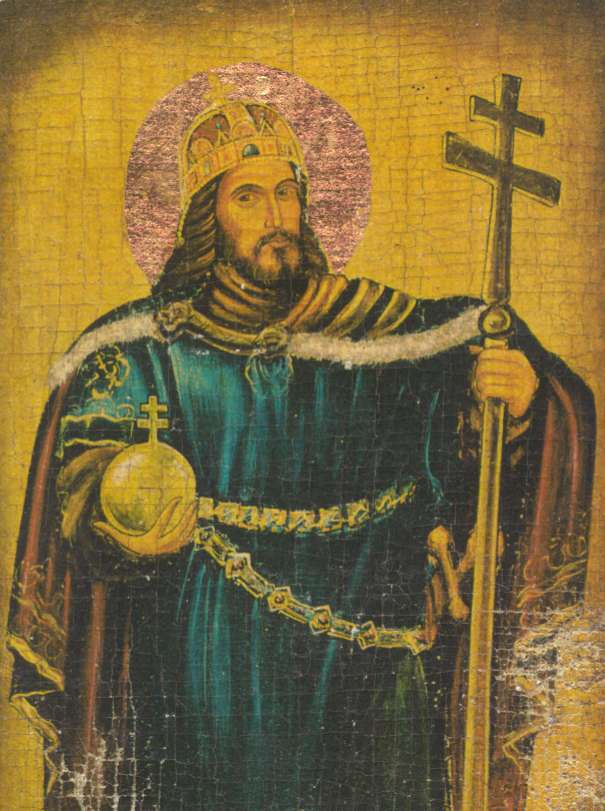
Stefanus I

  - Heilige Stefaan I van Hongarije († 1038) - Vrije Gedachtenis
  - Heilige Rochus (van Montpellier) († 1327)
  - Heilige Serena (van Rome) († c. 304)
  - Heilige Theodulus van Octodurum († 4e eeuw)
  - Heilige Diomedes van Nicea († c. 305)

## Weerextremen

### Nederland
| | Officiële records | Officiële records | Officiële records |      | Landelijke records | Landelijke records | Landelijke records |
| Gebeurtenis | Jaar              | Extreem           | Locatie           | Jaar | Extreem            | Locatie            |                    |
| --- | ----------------- | ----------------- | ----------------- | ---- | ------------------ | ------------------ | ------------------ |
| Laagste etmaalgemiddelde temperatuur (°C) | 1954              | 12,8              | De Bilt           |      | 1930               | 11,6               | Maastricht         |
| Hoogste etmaalgemiddelde temperatuur (°C) | 1947              | 25,0              | De Bilt           |      | 1947               | 25,9               | Vlissingen         |
| Laagste minimumtemperatuur (°C) | 1922              | 5,5               | De Bilt           |      | 1966               | 3,7                | Twenthe            |
| Hoogste minimumtemperatuur (°C) | 1932              | 19,0              | De Bilt           |      | 2002               | 20,1               | Vlieland           |
| Laagste maximumtemperatuur (°C) | 1957              | 14,9              | De Bilt           |      | 1930               | 14,1               | Maastricht         |
| Hoogste maximumtemperatuur (°C) | 1947              | 32,2              | De Bilt           |      | 1947               | 34,0               | Maastricht         |
| Hoogste uurgemiddelde windsnelheid (m/s) | 1930              | 9,8               | De Bilt           |      | 2021               | 18,0               | Huibertgat         |
| Hoogste windstoot (m/s) | 2020              | 22,0              | De Bilt           |      | 2021               | 30,0               | Lauwersoog         |
| Langste zonneschijnduur (uur) | 1973, 2016        | 13,1              | De Bilt           |      | 1976               | 14,0               | Deelen             |
| Langste neerslagduur (uur) | 2015              | 15,5              | De Bilt           |      | 2010               | 22,8               | Vlissingen         |
| Hoogste etmaalsom van de neerslag (mm) | 2020              | 29,7              | De Bilt           |      | 2010               | 71,8               | Westdorpe          |
| Laagste etmaalgemiddelde relatieve vochtigheid (%) | 1947              | 43                | De Bilt           |      | 1947               | 35                 | Maastricht         |
| Laagste uurwaarde luchtdruk op zeeniveau (hPa) | 1927              | 997,1             | De Bilt           |      | 1927               | 995,5              | De Kooy            |
| Hoogste uurwaarde luchtdruk op zeeniveau (hPa) | 1966              | 1032,5            | De Bilt           |      | 1966               | 1033,1             | Vlissingen         |
| Officiële records worden altijd gemeten op het KNMI-weerstation in De Bilt. Landelijke records kunnen worden gemeten op elk officieel KNMI-weerstation in Nederland. |                   |                   |                   |      |                    |                    |                    |

Uitzonderlijke gebeurtenissen
- 1909 - Laatste officiële zomerse dag van het jaar (maximumtemperatuur ≥ 25 °C in De Bilt)
- 1932 - Officieel hoogste minimumtemperatuur in °C van het jaar gemeten in De Bilt: 19,0
- 1974 - Officieel hoogste minimumtemperatuur in °C van het jaar gemeten in De Bilt: 15,5
- 2023 - Officieel laagste etmaalgemiddelde relatieve vochtigheid in % van augustus dit jaar gemeten in De Bilt: 71

### België
Dagrecords
- 1845 - Laagste etmaalgemiddelde temperatuur 11,4 °C
- 1947 - Hoogste etmaalgemiddelde temperatuur 26 °C
- 1833 - Laagste minimumtemperatuur 6,9 °C
- 1947 - Hoogste maximumtemperatuur 35,7 °C[11]
- 1883 - Hoogste etmaalsom van de neerslag 17,3 mm

Uitzonderlijke gebeurtenissen
- 1914 - In Courcelles valt 92,2 mm neerslag door onweersbuien.
- 2010 - Waterschade op sommige plekken door hevige neerslag. In Eeklo valt 80 mm.

<< · 1 · 2 · 3 · 4 · 5 · 6 · 7 · 8 · 9 · 10 · 11 · 12 · 13 · 14 · 15 · 16 · 17 · 18 · 19 · 20 · 21 · 22 · 23 · 24 · 25 · 26 · 27 · 28 · 29 · 30 · 31 · >>